# Insel Verlag

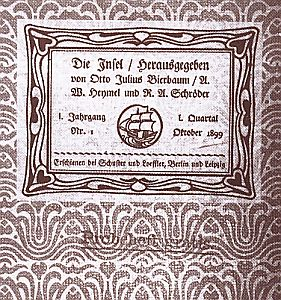
Eerste nummer van Die Insel in 1899 (zie middenin de tweemaster van Peter Behrens)

Insel Verlag is een in 1901 gevestigde Duitse uitgeverij,  voortkomende uit het literaire-kunsttijdschrift Die Insel uit 1899  met zijn oorspronkelijke uitgever Schuster & Loeffler in  Berlijn.  Sinds 2010 is de uitgeverij gevestigd in Berlijn, na eerder in Frankfurt am Main en Wiesbaden te zijn gevestigd met een bijkantoor in Leipzig en is sinds 1981 een onderdeel van het Suhrkamp Verlag. Bij deze uitgeverij werden en worden honderden boeken in prachtige uitvoeringen geproduceerd en op veilingen worden hoge prijzen geboden en in antiquariaten aanzienlijke prijzen gevraagd.

## Ontstaan van de Uitgeverij

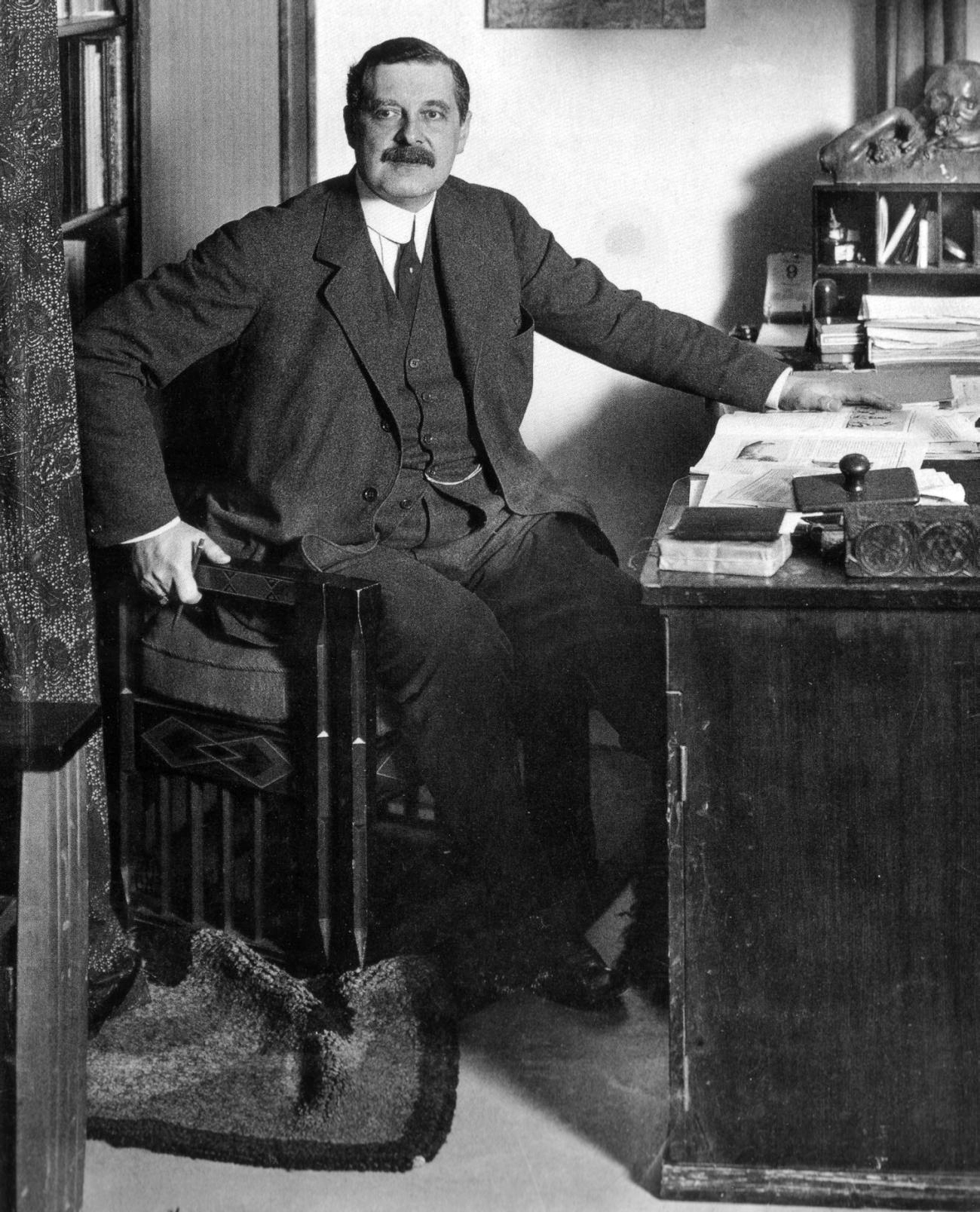
Peter Behrens in 1913

In 1899 riepen Otto Julius Bierbaum , Alfred Walter Heymel en Rudolf Alexander Schröder , het maandblad Die Insel tot leven. Het tijdschrift is ontworpen door Georges Lemmen en moest bijdragen aan het literaire en artistieke landschap van Duitsland. De nog steeds gebruikte signatuur van de uitgeverij, een tweemaster-zeilschip werd door Peter Behrens voor de uitgeverij ontworpen. Reeds vanaf het begin is veel nadruk gelegd op de keuze van de  illustratoren, zoals Heinrich Vogeler en Emil Rudolf Weiss. 
In oktober 1901 werd Insel uitgeverij GmbH gevestigd in Leipzig onder leiding van Rudolf von Poellnitz. Na zijn dood op 14 februari 1905 nam Carl Ernst Poeschel de uitgeverij waar en met ingang van 1 juli 1905 kwam Anton Kippenberg erbij en samen vormden zij het beheer. Poellnitz trad uit in september 1906 en Kippenberg ging alleen verder en kreeg steun van zijn vrouw Katherine. Zijn neef Max Christian Wegner werd in 1920 de procuratiehouder van het Insel Verlag voordat hij de naam in 1930 in Bernhard Tauchnitz Verlag veranderde.

## Insel Bucherei
In 1912 werd de Insel Bucherei opgericht, waarvan de kleine, opvallende en fraai vormgegeven  deeltjes een van de bekendste producten van de uitgeverij werden. De kaften van de boekjes bestaan overwegend uit bontgekleurd papier, vaak vergeleken met kleurrijk behang en gemarmerd papier. De uiteindelijke nummering is verwarrend omdat na 1945 twee uitgeverijen de boekjes uitgegeven hebben. In de Bondsrepubliek verschenen zij bij Insel Verlag in Frankfurt am Main en in de Duitse Democratische Republiek bij Insel Verlag in Leipzig met dezelfde nummering voor andere titels. Relatief goedkoop, maar met hetzelfde zorgvuldige gevoel voor design en typografie als voorheen worden deze kleinformaat boeken nog steeds herdrukt. De ruim 1500 uitgegeven boekjes vormen over de gehele wereld een verzamelaars-item.

## Auteurs en kunstenaars voor het Insel Verlag

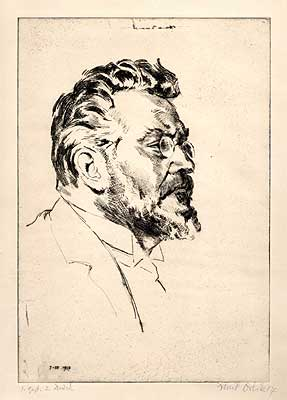
Zelfportret Max Slevogt

Naast Goethe was Rainer Maria Rilke de belangrijkste auteur van Insel Verlag. Kippenberg heeft geprobeerd alle werken van de schrijver te publiceren. In 1912/1913 had hij de rechten op alle eerder geschreven werken van Rilke verworven. Ook publiceerde hij de werken van Stefan Zweig en alle boeken van Hans Carossa. Ook publiceerde Insel Verlag onder anderen de geschriften van de auteurs Hugo von Hofmannsthal,  Heinrich Heine, Friedrich Hölderlin, Heinrich von Kleist en Charles Dickens.
Voor de uitgeverij werkende kunstenaars, illustratoren, letterontwerpers  en boekbandontwerpers waren onder anderen Eric Gill, Friedrich Wilhelm Kleukens, Rudolf Koch, Emil Preetorius, Heinrich Vogeler, Walter Tiemann, Max Slevogt, Henry Van de Velde, Willi Harwerth en Marcus Behmer.

## 1920 tot 1943

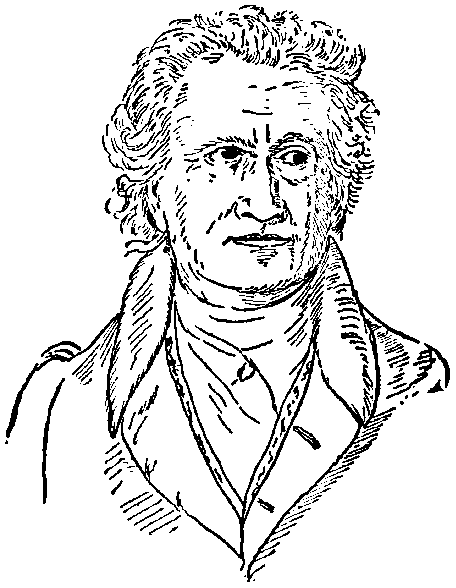
Johann Wolfgang von Goethe

In de jaren 1920 werden uit meerdere delen bestaande edities van Fjodor Dostojevski, Leo Tolstoj,  William Shakespeare, Theodor Storm en Rainer Maria Rilke uitgegeven en publiceerde Insel Verlag de volledige werken van Goethe in een herdruk van zeventien delen.  Andere auteurs van die jaren waren Georg Büchner, Émile Zola, William Butler Yeats,  Virginia Woolf en Paul Valery.
Na de machtsovername door de nazi's werden 30 Insel-titels als ongewenst geacht en uit het fonds van de uitgeverij verwijderd. Stefan Zweig en  Aldous Huxley behoorden bij de verboden auteurs.
In de nacht van 3 op 4 december 1943 werd de uitgeverij in Leipzig door een bombardement totaal verwoest. Na de oorlog begon de uitgeverij weer in Wiesbaden en in 2010 worden de Insel-boeken weer in Berlijn bij Suhrkamp Verlag uitgegeven.

## Uitgaven van het Insel Verlag
- Insel-Bücherei (sinds 1912 meer dan 1500 (2023) nummers)
- Memoiren und Chroniken (1914–1924)
- Österreichische Bibliothek (Insel) (1915–1917, 26 Banden)
- Der Dom. Bücher deutscher Mystiker (1919–1927, 13 Banden; Faksimile-uitgave 1980)
- Original fremdsprachige Reihen mit wenigen deutschsprachigen Titeln (Orbis literarum):
- Bibliotheca mundi (1920–1924, 14 Banden) – Sammelwerke bedeutender Autoren
- Libri librorum (1921–1923, 5 Banden) – größere Einzelwerke der Weltliteratur
- Reihe Pandora (1920–1921, 52 Bandjes) – kleinere Schriften zu Politik, Kunst und Kultur
- Deutsche Meister (1921–1934) – Monographien über deutsche Kunst und Künstler
- Sammlung Insel (1965–1969) – Texte aus Literatur und Wissenschaft der Vergangenheit
- Bibliothek des Hauses Usher (Phantastik) (1969–1975)
- Phantastische Wirklichkeit (1971–1975)
- Insel-Taschenbücher (sinds 1975)

## Bron
- Artikel in de Duitstalige Wikipedia